# پروانه‌ماهی آندامان
پروانه‌ماهی آندامان (نام علمی: Chaetodon andamanensis) نام یک گونه از سرده پروانه‌ماهی است.